# Jeżów
Jeżów è un comune rurale polacco del distretto di Brzeziny, nel voivodato di Łódź.
Ricopre una superficie di 63,8 km² e nel 2004 contava 3 640 abitanti.